# ルキウス・ゲヌキウス・アウェンティネンシス (紀元前303年の執政官)
ルキウス・ゲヌキウス・アウェンティネンシス（ラテン語: Lucius Genucius Aventinensis、生没年不詳）は紀元前4世紀末の共和政ローマの政治家・軍人。紀元前303年に執政官（コンスル）を務めた。

## 出自
プレブス（平民）であるゲヌキウス氏族の出身。コグノーメン（第三名、家族名）は異なるものの、紀元前276年と、紀元前270年の執政官ガイウス・ゲヌキウス・クレプシナと紀元前271年の執政官ルキウス・ゲヌキウス・クレプシナはルキウスの孫でルキウスの子であり、年代的に息子である可能性がある。ただカピトリヌスのファスティのアウェティネンシスの表記が読み取れず、コグノーメンも354年の年表などから得たものであり、素性がわかっていない。

## 経歴
紀元前303年に執政官に就任。同僚執政官はパトリキ（貴族）のセルウィウス・コルネリウス・レントゥルスであった。この年、両執政官はフルシノ（現在のフロジノーネ）の謀略の調査を行った。その後、現地の盗賊を討伐するために、小規模な遠征隊がウンブリアに送られた。
また、第二次サムニウム戦争が終結したため、植民者6,000人がアエクイ領アルバ・フセンス（en）に、サムニウムから奪回したソラへは4.000人の植民者が送られた。

## 参考資料
- ティトゥス・リウィウス『ローマ建国史』